# Direktionsbezirk Leipzig
Der Direktionsbezirk Leipzig (Regionalschlüssel 14 7), auch Planungsregion Westsachsen, war der Nachfolger des Regierungsbezirkes Leipzig im Freistaat Sachsen. Die Verwaltung wurde als Landesdirektion Leipzig bezeichnet. Diese Mittelbehörde entstand im Zuge der sächsischen Verwaltungsneuordnung und der Kreisreform Sachsen 2008 am 1. August 2008. Am 1. März 2012 ging sie in der neuen Landesdirektion Sachsen auf.
Die Amtsbezeichnung Regierungspräsident im Sächsischen Beamtengesetz (SächsBG) wurde durch Artikel 7 des Sächsischen Verwaltungsneuordnungsgesetzes in Präsident der Landesdirektion geändert.

## Geschichte
Bereits seit 1835 gab es im Königreich Sachsen staatliche Mittelbehörden, die seinerzeit „Kreisdirektionen“, ab 1874 „Kreishauptmannschaften“  genannt wurden und im Laufe der Geschichte mehrmals ihre Grenzen veränderten. Im Dritten Reich wurden diese in Regierungsbezirke umbenannt. Nach dem Zweiten Weltkrieg sollten zunächst wieder Regierungsbezirke errichtet werden, doch wurde diese Absicht 1947 aufgegeben.
Nach Auflösung der Länder in der DDR im Jahre 1952 wurden staatliche Bezirke eingerichtet. Räumlich deckte sich der Regierungsbezirk Leipzig bis 2008 mit dem ehemaligen DDR-Bezirk Leipzig mit Ausnahme der Altkreise Altenburg und Schmölln, die heute zu Thüringen gehören.
Erst mit der Errichtung des Freistaates Sachsen 1990 wurde auch die Grundlage für die Neubildung von Regierungsbezirken geschaffen. Das damalige Regierungspräsidium wurde im Zuge der Kreisreform Sachsen 2008 in die Landesdirektion umgewandelt. Das Gebiet des Landkreises Döbeln, welches im Landkreis Mittelsachsen aufging, wechselte zum Direktionsbezirk Chemnitz.
Der Präsident der Landesdirektion Walter Christian Steinbach trat am 31. Mai 2010 in den Ruhestand. Seit seiner Amtseinführung am 1. Juni 2011 nahm Dietrich Gökelmann, Präsident der Landesdirektion Chemnitz, auch die Funktionen der Präsidenten der Landesdirektionen Dresden und Leipzig wahr, bis die Landesdirektionen im März 2012 zur Landesdirektion Sachsen zusammengelegt wurden.
Am 31. Dezember 2009 zählte der Direktionsbezirk Leipzig 997 217 Einwohner und war damit der bevölkerungsmäßig kleinste Direktionsbezirk Sachsens. Der Ausländeranteil lag zu dem Zeitpunkt bei 4,0 % und war für sächsische Verhältnisse überdurchschnittlich hoch resp. der höchste der drei Direktionsbezirke im Freistaat Sachsen.

## Gliederung
in Klammern: Sitz des Landratsamts
- Leipzig, kreisfreie Stadt
- Landkreis Leipzig (Borna)
- Landkreis Nordsachsen (Torgau)

## Kritik
Kritik gibt es vor allem an der Herauslösung des Kreises Döbeln aus der Region Leipzig, da damit eine Schwächung der Wirtschaftsregion Leipzig befürchtet wird, welche ohnehin schon nach Einwohnern, Fläche und Pro-Kopf-Einkommen die kleinste bzw. schwächste der drei sächsischen Regionen war.